# NGC 4902
NGC 4902 est une galaxie spirale barrée située dans la constellation de la Vierge. Sa vitesse par rapport au fond diffus cosmologique est de 3 001 ± 24 km/s, ce qui correspond à une distance de Hubble de 43,6 ± 3,1 Mpc (∼142 millions d'al). NGC 4902 a été découverte par l'astronome germano-britannique William Herschel en 1785.
La classe de luminosité de NGC 4902 est II et elle présente une large raie HI.
À ce jour, cinq mesures non basées sur le décalage vers le rouge (redshift) donnent une distance de 33,760 ± 3,491 Mpc (∼110 millions d'al), ce qui est à l'extérieur des valeurs de la distance de Hubble. Notons cependant que c'est avec la valeur moyenne des mesures indépendantes, lorsqu'elles existent, que la base de données NASA/IPAC calcule le diamètre d'une galaxie et qu'en conséquence le diamètre de NGC 4902 pourrait être d'environ 38,3 kpc (∼125 000 al) si on utilisait la distance de Hubble pour le calculer.

## Morphologie
NGC 4902 a été utilisée par Gérard de Vaucouleurs comme une galaxie de type morphologique SB(rs)b dans son atlas des galaxies,.
Eskridge, Frogel et Pogge ont publié un article en 2002 décrivant la morphologie de 205 galaxies spirales ou lenticulaires rapprochées. Les observations ont été réalisées dans la bande H de l'infrarouge et dans la bande B (le bleu). Selon Eskridge et ses collègues, NGC 4902 est de type SB(r)b dans la bande B et de type SB(r)ab dans la bande H. Le bulbe est condensé au centre de la galaxie. Les Isophotes du bulbe sont elliptiques. Une barre proéminente est légèrement inclinée par rapport au grand axe du bulbe. Une étoile se superpose à la barre du côté sud-ouest. La barre se termine dans un pseudo-anneau intérieur très brillant. Après ~150° d'enroulement, les bras spiraux se détachent de l'anneau qui est complet mais dont la fin à ~30° est peu lumineuse. Au moins deux bras plus pâles émergent de l'anneau plus tôt, dont le plus proéminent émerge à un endroit clair du côté nord. Les bras sont diffus eet et inégaux. 

## Supernova
Trois supernovas ont été découvertes dans NGC 4902 : SN 1979E, SN 1991X et SN 2011A.

### SN 1979E
Cette supernova a été découverte le 19 août par l'astronome chilien José Maza Sancho (en). Le type de cette supernova n'a pas été déterminé.

### SN 1991X
Cette supernova a été découverte le 5 mai par l'astronome amateur australien Robert Evans. Cette supernova était de type Ia.

### SN 2011A
Cette supernova a été découverte le 2 janvier par une équipe d'astronomes dans le cadre du programme de recherche de supernovas CHASE (CHilean Automatic Supernova sEarch) de l'université du Chili. Cette supernova était de type IIn.

## Groupe de NGC 4902
NGC 4902 est la galaxie la plus brillante d'un trio de galaxies qui porte son nom. Les deux autres galaxies du groupe de NGC 4902 sont NGC 4897 et NGC 4899.